# Andrea Hirata

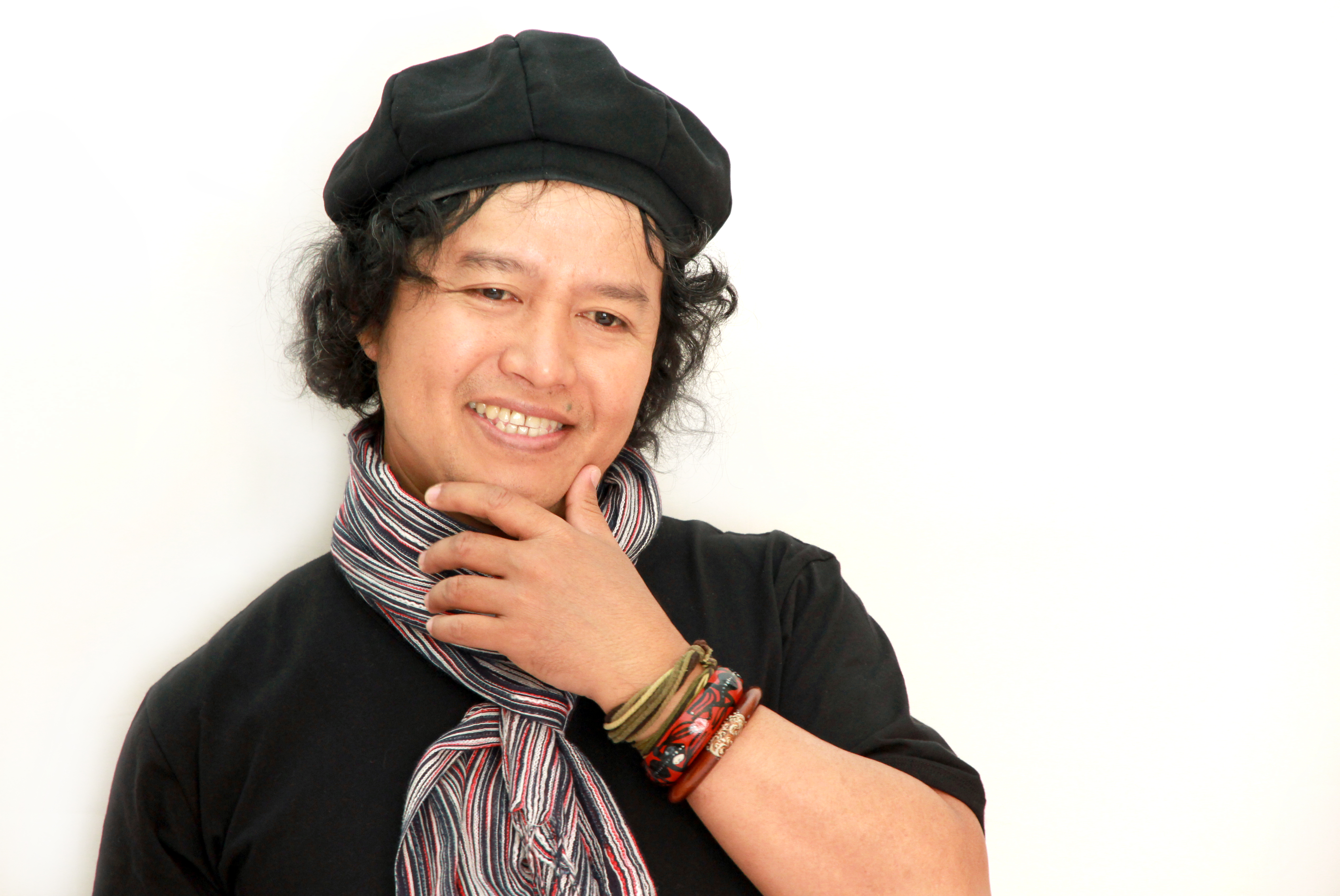
Andrea Hirata (2012)

Andrea Hirata ist ein indonesischer Schriftsteller der jüngeren Generation.

## Leben
Hirata stammt aus einer einfachen Familie und ist am 24. Oktober 1967 in Gantung auf der Insel Belitung – östlich von Sumatra – geboren, auf der seit der Niederländischen Kolonialzeit Zinn abgebaut wird. Seine ersten Schuljahre verbrachte er in einer islamischen Zwergschule, die ihn fürs Leben prägte. Später studierte er in Jakarta Wirtschaftswissenschaften und ging mit einem Stipendium der Europäischen Union an die Pariser Sorbonne und an die Sheffield Hallam University, wo er mit dem Master in Telekommunikationswirtschaft abschloss.
Nach dem verheerenden Tsunami vom Dezember 2004 meldete sich Hirata als freiwilliger Helfer. In Nordsumatra wurde die Begegnung mit einer Lehrerin, die nach ihren verschwundenen Schülern suchte, für ihn zum Anlass für die Niederschrift seines ersten Romans „Die Regenbogentruppe“. In dem Buch, das in Indonesien auf Anhieb eine Millionenauflage erreichte, beschreibt Hirata lebendig und humorvoll seine Schuljahre: Das baufällige Schulgebäude ist vom Einsturz bedroht, die Schule soll geschlossen werden, um einer Zinnmine Platz zu machen, aber mit vereinten Kräften gelingt es Schülern und Lehrern, den Unterrichtsbetrieb dennoch aufrechtzuerhalten.
Das Werk wurde 2008 verfilmt und 2009 auf der Berlinale gezeigt. Es kam als Musical in Singapur und Jakarta auf die Bühne und wurde bis 2013 in 25 Sprachen übersetzt. Die deutsche Übersetzung erschien im Januar 2013 bei Hanser Berlin.
In den Jahren 2006 bis 2008 schrieb Hirata drei weitere Bände seiner Autobiografie: „Der Träumer“ (Sang Pemimpi, verfilmt 2009), „Edensor“ und „Maryamah Karpov“. Inzwischen hat er vier weitere Romane verfasst; im Jahr 2010 hat er am International Writing Program der University of Iowa teilgenommen und seine Stellung bei der staatlichen Telkom Indonesia aufgegeben, um sich ganz dem Schreiben widmen zu können. 2013 wurde Andrea Hirata mit dem ITB Book Award 2013 ausgezeichnet und war Gast der litCologne sowie der Leipziger Buchmesse.

## Werke
- Laskar Pelangi (2005) – The Rainbow Troop – verfilmt 2008.
  - deutsch von Peter Sternagel: Die Regenbogentruppe, Hanser Berlin, Berlin 2013
- Sang Pemimpi (2006) – Der Träumer – verfilmt 2009
- Edensor (2007)
- Maryama Karpov (2008)
- Padang Bulan (2010)
- Cinta di Dalam Gelas (2010)
- Ayah (2011) – Der Vater